# Detlef Garbe
Detlef Garbe (* 10. August 1956 in Göttingen) ist ein deutscher Historiker. Von 1989 bis 2019 war er Leiter der KZ-Gedenkstätte Neuengamme. Von Januar 2020 bis Juli 2022 leitete er als Gründungsvorstand die Stiftung Hamburger Gedenkstätten und Lernorte.

## Wirken
Nach Freiwilligendienst bei der Aktion Sühnezeichen Friedensdienste und einem Studium der Geschichte mit den Nebenfächern Evangelische Theologie und Pädagogik promovierte er an der Universität Hamburg als Stipendiat des Evangelischen Studienwerks über die Geschichte der Zeugen Jehovas im Dritten Reich. Er gehörte 1982 zu den Gründern der Projektgruppe für die vergessenen Opfer des NS-Regimes und arbeitete im Museum für Hamburgische Geschichte und bei zeitgeschichtlichen Ausstellungsprojekten. Garbe hat zahlreiche wissenschaftliche Arbeiten zu den Themen Geschichte der Konzentrationslager, Wehrmachtjustiz, Vergangenheitsbewältigung und zu marginalisierten Opfergruppen publiziert, insbesondere zu den Zeugen Jehovas in der Zeit des Nationalsozialismus. Er wurde 1989 Leiter der KZ-Gedenkstätte Neuengamme, die bis 2019 der Hamburger Kulturbehörde unterstand. Er ist seit 1994 Redakteur der „Beiträge zur Geschichte der nationalsozialistischen Verfolgung in Norddeutschland“ (seit 2020 in Mit-Herausgeberschaft der Arbeitsgemeinschaft der KZ-Gedenkstätten in der Bundesrepublik Deutschland fortgeführt als "Beiträge zur Geschichte der nationalsozialistischen Verfolgung"). Seit 1994 war er auch als Lehrbeauftragter für Zeitgeschichte am Historischen Seminar der Universität Hamburg tätig.
Garbe gehört zahlreichen Fachbeiräten an, u. a. dem Expertengremium Gedenkstättenförderung bei der Beauftragten der Bundesregierung für Kultur und Medien und dem Beirat der Stiftung Denkmal für die ermordeten Juden Europas. Von 2017 bis 2019 fungierte er als Sprecher der Arbeitsgemeinschaft der KZ-Gedenkstätten. Für seine Leistungen zur Erforschung der NS-Geschichte Hamburgs und Norddeutschlands wurde er 2017 vom Verein für Hamburgische Geschichte mit der Lappenberg-Medaille ausgezeichnet. Der Hamburger Senat verlieh ihm 2019 den Ehrentitel Professor für „seine großen Verdienste um die Erinnerungskultur in Hamburg“. Im Juni 2019 wurde Garbe im Rahmen einer Umstrukturierung der Hamburger Gedenkstättenarbeit Leiter der „Abteilung Gedenkstätten und Lernorte“ im Amt Kultur und anschließend Vorstand der neu gegründeten Stiftung Hamburger Gedenkstätten und Lernorte. Als Leiter der KZ-Gedenkstätte Neuengamme und als Stiftungsvorstand folgte ihm Oliver von Wrochem nach. Am 30. Juni 2022 wurde Garbe in den Ruhestand verabschiedet. Zu diesem Anlass würdigten ihn zahlreiche Kolleginnen und Kollegen deutscher und ausländischer Gedenkstätten mit der von Habbo Knoch und Oliver von Wrochem herausgegebenen Festschrift: „Entdeckendes Lernen: Orte der Erinnerung an die Opfer der nationalsozialistischen Verbrechen“.

## Schriften (Auswahl)
- mit Herbert Diercks und Christine Eckel: Das Stadthaus und die Hamburger Polizei im Nationalsozialismus. Katalog der Ausstellungen im Geschichtsort Stadthaus. Berlin 2021, ISBN 978-3-86331-573-3.
- mit Claudia Bade und Magnus Koch: Rücksichten auf den Einzelnen haben zurückzutreten. Hamburg und die Wehrmachtjustiz im Zweiten Weltkrieg. Hamburg 2019, ISBN 978-3-946246-10-7.
- Neuengamme im System der Konzentrationslager. Studien zur Ereignis- und Rezeptionsgeschichte. Metropol, Berlin 2015, ISBN 978-3-86331-220-6.
- Konzentrationslager Neuengamme: Geschichte – Nachgeschichte – Erinnerung. Katalog der Ausstellungen. Band I: Hauptausstellung; Band II: Ergänzungsausstellungen. Hrsg. im Auftr. der KZ-Gedenkstätte Neuengamme von Detlef Garbe. Edition Temmen, Bremen 2014, ISBN 978-3-8378-4047-6.
- mit Brigitte Drescher: Es begann mit Hiroshima. Lamuv, Göttingen 2005, ISBN 3-88977-665-5.
- mit Carmen Lange: Häftlinge zwischen Vernichtung und Befreiung. Die Auflösung des KZ Neuengamme und seiner Außenlager durch die SS im Frühjahr 1945. Edition Temmen, Bremen 2005, ISBN 3-86108-799-5.
- Zwischen Widerstand und Martyrium: Die Zeugen Jehovas im „Dritten“ Reich. 4. Auflage. Oldenbourg, München 1999, ISBN 3-486-56404-8 (Volltext digital verfügbar).
- „In jedem Einzelfall … bis zur Todesstrafe“. Der Militärstrafrechtler Erich Schwinge – Ein deutsches Juristenleben. Hamburger Stiftung für Sozialgeschichte, Hamburg 1989, ISBN 3-927106-00-3.
- Verachtet – verfolgt – vernichtet. Zu den ‚vergessenen‘ Opfern des NS-Regimes. Hrsg. von der Projektgruppe für die vergessenen Opfer des NS-Regimes. 2. Auflage. VSA-Verlag, Hamburg 1988, ISBN 3-87975-377-6.
- Die vergessenen KZs? Gedenkstätten für die Opfer des NS-Terrors in der Bundesrepublik. Lamuv, Bornheim-Merten 1983, ISBN 3-921521-84-X.